# メガリージョン
メガリージョン（英：mega-region、あるいはmegaregion）とは、21世紀のボーダレス世界、グローバル経済の中で生まれた大都市圏のことである。メガリージョンは、大都市とその周辺都市で構成される新しい経済活動単位である。貿易、交通、イノベーションの一大圏となっており、世界からヒト、モノ、カネ、企業、情報が集まる領域である。既存の国境や行政区画とは関係なく、主要な大都市圏を中心にした巨大なエリアのことである。
このメガリージョンという考え方は、カナダ・トロント大学のリチャード・フロリダ教授が発案したものです。
人工衛星から世界を見た時の夜のイルミネーションを観察し、光が連続して繋がっている領域を単位として捉えたものである。